# Kathy Valentine

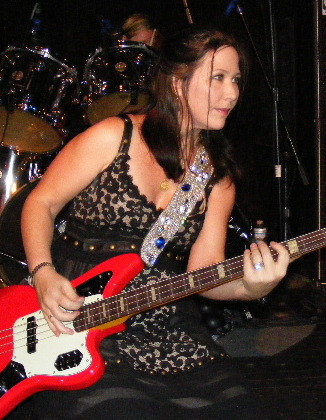
Kathy Valentine bij een concert van The Go-Go's in Antone's, Austin op 4 februari 2008

Kathryn Valentine (7 januari 1959, Austin), is een Amerikaans muzikante die basgitaar speelt bij rockband The Go-Go's. Ze heeft een veelzijdige carrière in de muziek opgebouwd via songteksten, opnames, optredens en tournees. Daarnaast begaf ze zich ook op het vlak van studies en acteerwerk. In oktober 2021 werd Valentine als lid van de Go-Go's ingehuldigd in de Rock and Roll Hall of Fame.

## Jeugd
Valentine is de enige dochter van een Amerikaanse vader en een Britse moeder. Haar ouders gingen uit elkaar toen ze vijf was. In de brugklas op de Greenbriar School begon ze met gitaarspelen. In 1973 bracht de 14-jarige Valentine een bezoek met haar moeder aan Engeland; ze zag Suzi Quatro in het televisieprogramma Top of the Pops en was daar "helemaal ondersteboven van". Nooit eerder kwam het bij haar op dat vrouwen ook rocksterren konden zijn.
Nadat Valentine terugkeerde in Austin kreeg ze een elektrische gitaar en versterker, en ging op zoek naar muzikanten om een band mee te vormen. Haar muzikale veelzijdigheid heeft ze te danken aan lokale acts als Jimmie Vaughan en The Fabulous Thunderbirds, maar ook de legendarische Texaan Doug Sahm die haar op het podium haalde om met zijn band het Chuck Berry-nummer Carol te spelen.
Toen ze in 1975 weer met haar moeder op familiebezoek was in Londen was reageerde Valentine op een advertentie in het blad Melody Maker en sloot ze zich aan bij het pas opgerichte Girlschool. Door ziekte miste Valentine een optreden en werd ze vervangen Kelly Johnson, met wie ze later zou samenwerken. Geïnspireerd door de punkscene en banda als de Ramones en Blondie keerde Valentine terug naar Austin en begon ze de punkband The Violators, samen met Carla Olson, Jesse Sublett and Marilyn Dean. De band trad in februari 1978 in Raul's, de eerste lokale punkclub.
Eind 1978 verhuisde Valetine op 19-jarige leeftijd naar Los Angeles alwaar ze met Carla Olson de Textones oprichtte. De Textones brachten twee singles uit waaronder een niet uitgebracht nummer van Tom Petty voordat Valentine in 1980 uit de band stapte. Gedurende haar periode met de Textones schreef ze diverse nummers die ze zou meenemen naar de Go-Go's, zoals We Don't Get Along dat als eerste door Phil Seymour oo plaat werd gezet, Vacation and Can't Stop The World.

## Carrière

### The Go-Go's (1980–1985)
Valentine werd door de Go-Go's gevraagd om in te vallen voor hun zieke bassiste Margot Olavarria. Hoewel ze weinig ervaring had met de basgitaar lukte het haar binnen vier dagen om hun repertoire onder de knie te krijgen. Na twee repetities maakte ze op oudejaarsavond 1980 haar podiumdebuut als Go-Go in de Whisky a Go Go. Olavarria keerde niet terug om artistieke redenen, en Valentine trad in vaste dienst. In maart 1981 tekenden de Go-Go's een contract bij het platenlabel I.R.S. en namen ze Valentine's compositie Can't Stop the World op voor hun debuutalbum Beauty and the Beat.
Voor het tweede Go-Go's album werd Valentine's aloude Textures-nummer Vacation heropgenomen als titeltrack en dragende single, nadat ze het samen met gitariste Charlotte Caffey in een nieuw jasje had gestoken. Voor het derde album Talk Show schreef Valentine met Caffey de hitsingle Head over Heels, en speelde ze sologitaar op tracks als You Thought, Beneath The Blue Sky, Good For Gone en de single Turn To You.
Tijdens de opnamen van Talk Show rommelde het binnen de band, wat ertoe leidde dat slaggitariste Jane Wiedlin vertrok. Valentine nam haar rol en liet de baspartijen over aan de ingehuurde Paula Jean Brown. In mei 1985 hielden de Go-Go's het voor gezien.

### Na de breuk (1985–1990) en eerste Go-Go's reünie
Na het uiteenvallen van de band kreeg Valentine het gevoel dat ze zichzelf was kwijtgeraakt en dat het Go-Go-zijn haar volledig had opgeslokt. Ze keerde terug naar haar rockroots en vormde The World's Cutest Killers met ex-Girlschool-gitariste Kelly Johnson, oude bekende Jesse Sublett op bas, drummer (later A&R-manager) Craig Aaronson, en toetsenist Jebin Bruni. Succes verzekerd dacht ze, maar dat duurde slechts twee jaar. De groep ging uit elkaar na een aantal geschrapte demosessie met producer Mike Chapman. Ook verdere vergeefse pogingen om een nieuwe band te beginnen mislukten en besloot Valentine weer naar school te gaan. In 1990 kwamen de Go-Go's tijdelijk weer bijeen voor concerten en een greatest hits-cd.

### The BlueBonnets, The Delphines, en tweede Go-Go's reünie (1992–2013)
In 1992 ging Valentine een langdurige samenwerking aan met zangeres en bassiste Dominique Davalos. Ze vormden de bluesband The BluesBonnets waarmee ze bekende gastmuzikanten uitnodigden, een reputatie in het clubcircuit opbouwden en ook op bruiloften en partijen van beroemdheden speelden. De platenmaatschappijen hadden interesse, maar de BluesBonnets kampte voortdurend met personeelswisselingen — veel fans vonden de bezetting met leadzangeres Pinky Turzo de beste, ondanks vergeefse pogingen om de magie in de studio vast te leggen — en evolueerde begin 1995 in de volgende Valentine/Davalos-band The Delphines.
Ondertussen begonnen de Go-Go's weer samen te werken; Valentine schreef mee aan The Whole World Lost Its Head, een van de nieuwe nummers op de verzamelaar Return To The Valley of The Go-Go's die in 1994 uitkwam; het werd hun enige top 40-hit in Engeland. De band bracht in 2001 een nieuw studioalbum uit, God Bless The Go-Go's en maakte tijdens een van de daaropvolgende tournees de populaire concert-dvd The Go-Go's Live In Central Park. Valentine waakte er echter voor om haar leven opnieuw door de Go-Go's te laten beheersen, en bleef daarnaast met de Delphines optreden. Deze band bracht twee albums uit; The Delphines (1996) en Cosmic Speed (2001).

### Light Years(2005)
In 2005 bracht Valentine haar solodebuut Light Years uit dat ze zelf had mede-geproduceerd, geschreven en gearrangeerd. Bevriende rockmuzikanten als Kiss-gitarist Ace Frehley, Guns 'n Roses-gitarist Gilby Clarke, Lenny Kravitz, gitarist Craig Ross, en drummers Clem Burke en Pete Thomas verleenden hun medewerking. Valentine begon aan de opnamen in 2002 toen ze zwanger was en schreef diverse nummers met haar toenmalige echtgenoot, advocaat en muzikant Steven Weisburd.

### Terugkeer naar Austin, derde Go-Go's reünie en rechtszaak (2006-2017)
In 2006 verhuisde Valentine terug naar haar geboorteplaats; ze verscheen op de covers van de Austin Chronicle (februari 2007),, Austin Woman (februari 2009). (februari 2007) en Texas Music (najaar 2010).
Valentine en Davalos begonnen een nieuwe versie van The BlueBonnets met Texaanse muzikanten waaronder de Austinse guitariste Eve Monsees. De band bracht drie albums uit, Boom Boom Boom Boom (2010), Play Loud (2014) en Tonewrecker (2017), en verzorgde voorjaar 2015 het voorprogramma van The Waterboys tijdens hun Amerikaanse tournee. Ook speelden Valentine en Davalos in de vrouwelijke begeleidingsband van zanger Johnny Goudie.
In 2012 toerden de Go-Go's ter gelegenheid van dertig jaar Beauty and the Beat; Valentine brak echter haar pols en werd vervangen door Abby Travis, tevens live-bassiste bij The Bangles. Op 8 maart 2013 kondigden de Go-Go's op hun officiële website bekend dat Valentine de band had verlaten wegens "onverenigbare verschillen".  Twee maanden later, op 24 mei, spande ze een rechtszaak aan tegen haar voormalige bandgenotes die zij beschuldigde van "vertrouwensbreuk en machtsmisbruik ... in een poging (haar) van haar positie en interesse in de groep te beroven, inclusief haar recht op de volle 20 procent van de royalty's en gerelateerde inkomsten".  De rechtszaak werd begin 2014 in den minne geschikt. Valentine was er niet bij toen de Go-Go's twee jaar later aan een vermeende afscheidstournee begonnen.
In maart 2014 werd ze tijdens het muziekfestival South by Southwest in de Austin Music Hall of Fame ingehuldigd door Blondie-leden Debbie Harry, Chris Stein en Clem Burke.

### Terugkeer bij de Go-Go's en inhuldiging in de Hall of Fame (2018-heden)
In 2018 werden enkele van haar nummers gebruikt voor de nieuwe Broadway-musical Head Over Heels, gebaseerd op Arcadia van Philip Sidney. Behalve muziek van de Go-Go's was in deze musical ook solomateriaal van Belinda Carlisle te horen. De band gaf op 31 januari 2018 een concert in de New Yorkse Bowery Ballroom, en Valentine speelde voor het eerst sinds 2012 weer mee. In februari werd haar terugkeer bevestigd op de officiële Facebook-pagina van de Go-Go's. In de zomer van 2018 gingen ze weer op tournee.
Van 2020 tot 2024 was de originele versie van haar Textonesnumer Vacation te horen als herkenningsthema van de Starz Cable-serie Hightown.
De Go-Go's zouden in 2020 elf reünieconcerten geven, maar deze moesten worden uitgesteld vanwege de coronapandemie..
Op 30 oktober 2021 werden Valentine en de overige Go-Go's in de Rock and Roll Hall of Fame ingehuldigd. Om dit heuglijke feit te vieren gaf de band in december een speciaal concert in de Whisky a Go Go. Plannen voor vervolgconcerten langs de westkust vonden geen doorgang omdat bij een van de leden het coronavirus was vastgesteld., ook een tournee als voorprogramma van de Britse rocker Billy Idol in diens geboorteland moest worden uitgesteld maar dan zonder de Go-Go's.

## Overige activiteiten
Tijdens haar interdisciplinaire studie Engels en beeldende kunst nam Valentine ook schrijf en spreekopdrachten aan. Zo was ze in die laatste hoedanigheid aanwezig bij de jaarlijkse Go Red For Women-campagne van de American Heart Association, en reikte ze tijdens een Valor Award uit aan haar grote inspiratiebron Suzi Quatro.
In 2014 deed Valentine mee aan de Game Changers-promotiecampagne van voedingssupplementenfabrikant Rainbow Light.
Speciaal voor een tentoonstelling over vrouwelijke rockmuzikanten van het Experience Music Project werd Valentine in 2013 gevraagd als muzikaal leider van een gelegenheidsformatie die ze zelf samenstelde. Hiervoor rekruteerde ze invloedrijke muzikantes uit de undergroundscene en zangeressen uit Seattle.
Valentine schreef ook recensies voor The Talkhouse, een website voor en door muziekliefhebbers. In 2016 sprak ze tijdens de jaarlijkse geldinzamelingsactie van de stichting Kids In A New Groove die muzieklessen geeft aan pleegkinderen. Datzelfde jaar begon Valentine met het schrijven van haar memoires. All I Ever Wanted werd in maart 2020 uitgegeven door de University of Texas Press onder lovende ontvangst en behaalde de eerste plaats in de Rock Biography Chart van Amazon.

## Persoonlijk leven
Valentine is gescheiden van Steven Weisburd met wie ze een dochter (Audrey) heeft. Valentine en Weisburd waren van 2016 tot 2020 eigenaars van The Townsend, een bar in het centrum van Austin met muziekprogrammering. Op 30 juni 2022 schreef Valentine op haar officiële website een eerbetoon aan haar moeder die een dag eerder aan een hersentumor overleed.

## Discografie

### The Textones
Singles
- 1980: "Some Other Girl" / "Reason To Leave" (I.R.S. / Faulty)
- 1980: "I Can't Fight It" / "Vacation" / "The Time Is Right" (Chiswick)
- 1982: "Vacation" / "The Time Is Right" (Big Beat) - with Kathy Valentine

### The Go-Go's
- 1981: Beauty and the Beat (I.R.S.)
- 1982: Vacation (I.R.S.)
- 1984: Talk Show (I.R.S.)
- 2001: God Bless The Go-Go's (Beyond Music)

### The Delphines
- 1997: The Delphines (Spit Fire)
- 2001: Cosmic Speed (Conspiracy Music)

### Soloalbums
- 2005: Light Years (All For One)

### The BlueBonnets
- 2010: Boom Boom Boom Boom (eigen beheer)
- 2014: Play Loud (eigen beheer)
- 2017: Tonewrecker (eigen beheer)

### Andere uitvoeringen
- 1980: Phil Seymour - Phil Seymour (Boardwalk Entertainment) - track 8, We Don't Get Along
- 1989: Chemical People - Ten Fold Hate (Cruz) - track 14, Vacation (medegeschreven door Charlotte Caffey en Jane Wiedlin)
- 1993: Doc Hopper - Aloha (Ringing Ear) - track 8, Head Over Heels (medegeschreven door Charlotte Caffey)
- 1998: One Eighty - Crackerjack (BEC) - track 14, Vacation (medegeschreven door Charlotte Caffey en Jane Wiedlin)
- 1999: Blondie - No Exit (Beyond) - track 13, Divine (mede geschreven door Clem Burke)

### Als producer
- 2001: Motorbaby - Rise (Ten Wings)

### Overige bijdragen
- 1993: Carlene Carter - Little Love Letters (Giant) - zang
- 1994: Carla Olson - Reap the Whirlwind (Watermelon) - gitaar
- 2018: The Textones - Old Stone Gang - sologitaar op één nummer